# ...And Justice for All
„... And Justice for All“ е четвърти студиен албум на Металика, издаден през 1988 година. Това е първият студиен албум с участието на новия басист на групата Джейсън Нюстед, заменил трагично загиналия по време на турне в Швеция през 1986 Клиф Бъртън. Албумът е може би най-амбициозната творба на Металика, номинирана за наградата „Грами“ за метъл албум същата година, но останала на втора позиция след Jethro Tull. Песните са дълги и комплексни, като само две от тях са с продължителност под 6 минути, следвайки политическата и социална насоченост на „Ride the Lightning“ и „Master of Puppets“. Парчето-символ на албума – „One“, написано по антивоенната новела на Долтън Тръмбо „Johnny Got His Gun“, влиза в топ 40 на американските класации, въпреки тежката си втора част. „One“ е третата песен след „Fade to Black“ и „Welcome Home (Sanitarium)“, която следва същата структура от мелодична и бавна първа част, плавно преливаща се в тежка втора, с насечени рифове и бързи виртуозни сола. „To Live Is To Die“ е инструментал, посветен на покойния басист Клиф Бъртън, като в него се съдържа и част от лирика, написана от Бъртън и цитирана от Хетфийлд. Албумът спазва традицията на предните два да започва и завършва с бързи траш парчета – „Blackened“ и „Dyers Eve“.
С този албум се отбелязва и напредък в звукозаписната техника и цялостното звучене на инструментите не само за Металика, а и за метъл музиката в общ план. Звукът в парчетата от албума е по-изчистен и ясен от който и да било друг запис дотогава.
Като недостатък може да се отчете лошата чуваемост на баса, който е пренебрегнат при миксирането.
Както може да се види в текстовете и на обложката, на която е изобразена Темида, доминиращата тема на албума е правосъдието и отмъщението.

## Песни
| ... And Justice for All | ... And Justice for All          | ... And Justice for All | ... And Justice for All | ... And Justice for All | ... And Justice for All | ... And Justice for All | ... And Justice for All | ... And Justice for All | ... And Justice for All |
| №                       | Име                              | Време                   |                         |                         |                         |                         |                         |                         |                         |
| ----------------------- | -------------------------------- | ----------------------- | ----------------------- | ----------------------- | ----------------------- | ----------------------- | ----------------------- | ----------------------- | ----------------------- |
| 1.                      | Blackened                        | 6:41                    |                         |                         |                         |                         |                         |                         |                         |
| 2.                      | ...And Justice for All           | 9:46                    |                         |                         |                         |                         |                         |                         |                         |
| 3.                      | Eye of the Beholder              | 6:30                    |                         |                         |                         |                         |                         |                         |                         |
| 4.                      | One                              | 7:27                    |                         |                         |                         |                         |                         |                         |                         |
| 5.                      | The Shortest Straw               | 6:35                    |                         |                         |                         |                         |                         |                         |                         |
| 6.                      | Harvester of Sorrow              | 5:45                    |                         |                         |                         |                         |                         |                         |                         |
| 7.                      | The Frayed Ends of Sanity        | 7:44                    |                         |                         |                         |                         |                         |                         |                         |
| 8.                      | To Live Is to Die (инструментал) | 9:48                    |                         |                         |                         |                         |                         |                         |                         |
| 9.                      | Dyers Eve                        | 5:13                    |                         |                         |                         |                         |                         |                         |                         |
| 65:29                   |                                  |                         |                         |                         |                         |                         |                         |                         |                         |

## Сингли
- One (1989)
- Harvester Of Sorrow (1988)

## Състав
- Джеймс Хетфийлд – вокали и китара
- Кърк Хамет – соло китара
- Ларс Улрих – барабани
- Джейсън Нюстед – бас китара

## Персонал
- Флеминг Расмусен – продуцент
- Майк Клинк – записи
- Майк Хюз – записи
- Тоби Райт – записи
- Майкъл Барбирео – смесване
- Джордж Коуън – смесване
- Стийв Томпсън – смесване
- Джордж Марино – ремастеринг
- Рос Холфин – фотографии

## Позиция в класациите

### Албум
| Година | Чарт            | Позиция |
| ------ | --------------- | ------- |
| 1988   | Билборд         | #6      |
| 1988   | UK Albums Chart | #4      |

### Сингли
| Година | Песен                 | Чарт                             | Позиция |
| ------ | --------------------- | -------------------------------- | ------- |
| 1988   | „Harvester of Sorrow“ | UK Singles Chart                 | #20     |
| 1989   | „One“                 | Billboard Hot 100                | #35     |
| 1989   | „One“                 | Billboard Mainstream Rock Tracks | #15     |
| 1989   | „One“                 | UK Singles Chart                 | #13     |